# Berakólap
A berakólap vagy más néven steck lap fontos szerepet játszik a bélyeggyűjtésben.

## Összetétele
Ez egy kemény fekete kartonlap, amire filacsíkokat ragasztottak – ezek mögé lehet behelyezni a bélyegeket – és erre egy vékony műanyag lapot lehet ráhajtani, ami megvédi az ujjlenyomatoktól a bélyeget. Több méretben is készül.

## Használata
Ha egy bélyeget albumon kívül szeretnénk tartani vagy levélben elküldeni, akkor a legmegfelelőbb hely neki egy berakólap. A berakólap keménysége miatt a bélyeg nem törik meg, jó nedvszívó képessége miatt pedig mindig optimális körülmények közt tartja a bélyeget. Értékesebb bélyegeket vagy blokkokat berakólappal együtt is betehetjük az albumba.